# Joseph Rabinowitz

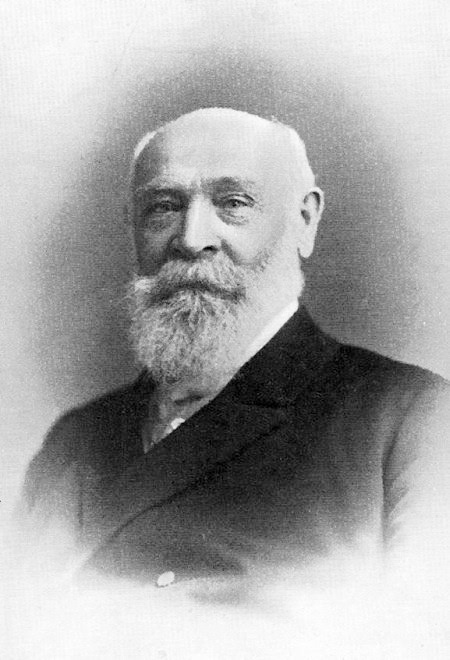
Joseph Rabinowitz/Rabinowitsch

Joseph Rabinowitz (auch Rabinowitsch, hebräisch  יוסף רבינוביץ; russisch Иосиф Давидович Рабинович; * 23. September 1837 in Rezina am Dnister, Bessarabien, Russisches Kaiserreich; † 17. Mai 1899 in Odessa) war ein russisch-jüdischer Rechtsanwalt, der bekannteste messianische Jude des 19. Jahrhunderts und Gründer der südrussischen Christentumsbewegung.

## Leben
Joseph Rabinowitz/Rabinowitsch lebte in Kischinew (Kischineff) in Südwestrussland (Bessarabien), der heutigen Hauptstadt der Republik Moldau. Er reiste 1882 nach Jerusalem, um dort eine jüdische Kolonie zu gründen, fand seine Bekehrung auf dem Ölberg, das heißt er war plötzlich davon überzeugt, dass Jeschua Achinu (Jesus, unser Bruder) der Messias sei. Er gründete im Jahr 1884 in Kischinew unter dem Eindruck der dortigen Pogrome eine Gemeinschaft von „Israeliten des Neuen Bundes“, lehnte aber die Mitgliedschaft in einer christlichen Kirche ab, sondern betonte die Eigenständigkeit der Judenchristen als unabhängig von der christlichen Kirche. Allerdings erkannte er Jesus als den versprochenen Messias des Volkes Israels an. Er ist heute weitgehend vergessen, gilt aber als Vorläufer des messianischen Judentums (messianische Juden).

## Schriften
- Schilderungen aus Russland. gesammelt aus: Jahrbuch für die Geschichte der Juden und des Judenthums, Institut zur Förderung der israelitischen Literatur (Hrsg.), Leipzig 1860–1869
- Zwei Predigten in dem Gotteshause Bethlehem in Kischinew gehalten. Verlag Dörffling & Franke, Leipzig 1885
- Franz Delitzsch (Hrsg.): Dokumente der südrussischen Christentumsbewegung. Selbstbiographie und Predigten von Joseph Rabinowitsch, Leipzig 1887